# Rohrlohmühle
Rohrlohmühle (früher auch Prellmühle genannt)  ist ein Gemeindeteil der Großen Kreisstadt Selb im Landkreis Wunsiedel im Fichtelgebirge (Oberfranken, Bayern).
Die Einöde liegt in unmittelbarer westlich der Staatsstraße 2179 zwischen Selb und der Staatsgrenze bei Aš. An der Ansiedlung vorbei fließt der Engelbach.
Das Anwesen wurde 1707 erbaut und gehörte einst zur Gemeinde Plößberg.